# 查甫藏族乡
查甫藏族乡是中华人民共和国青海省海东市化隆回族自治县下辖的一个民族乡。

## 行政区划
查甫藏族乡下辖以下村级行政区划单位：
查一村、查二村、药水泉村、素拉村、东台村、上曲加村、中曲加村、来东村、下曲加村、查让村、加斜村和跃洞村。

## 全国重点文物保护单位
- 夏琼寺